# 히라카와 다이스케
히라카와 다이스케(일본어: 平川 大輔, 1973년6월 4일~）는 일본의 남자 성우. 니가타현 니가타시 출신. 혈액형은 A형.

## 출연작품
※굵은 글씨는 주연, 주요 캐릭터

### TV 애니메이션
1998년
- 낚시왕 강바다 (선수 B)

1999년
- GTO (남자)

2000년
- 선녀전설 세레스 (芳塚広和)
- 배트맨 (윌리 외)

2001년
- 아이마이미! 스트로베리 에그 (남학생 외)
- 바키 (畑中公平)

2003년
- 파푸와 (미야기)

2004년
- 암굴왕 (프란츠 데피네)

2005년
- 트랜스포머 사이버트론 (엑실리온)
- 아이실드21 (아카바 하야토)
- 진키 : 엑스텐드 (카와모토 히로시)

2006년
- 쵸콧토 시스터 (카와고에 하루마)
- 전설의 총사 빨간 망토 (헨젤)

2007년
- 스쿨 데이즈 (이토 마코토)
- 세인트 비스트 ~광음서사시천사담~ (타천사 가브리엘)
- 공룡킹 어드벤처 (노비스 (세스))
- 제로의 사역마 ~쌍월의 기사~ (줄리오)
- 무시우타 (하지 케이고)

2008년
- 나루토 질풍전 (소라)
- 네오 안젤리크 어비스 (베르나르)
- 야쿠시지 료코의 괴시사건부 (노나가세 카즈마)
- 므네모시네의 딸들 (마에노 테루키)
- 사후편지 (모리시타 슌스케)
- 장난스런 키스 (이리에 나오키)

2009년
- 블리치 (천본앵)
- 하야테처럼 (加賀北斗)
- 샹그릴라 (하타 소이치로)
- 배틀 스피리츠 : 소년격패 단 (세르쥬)

2010년
- 수호천사 히마리 (아마카와 유토)
- 백화요란 사무라이 걸즈 (야규 무네아키라)
- SD 건담 삼국전 (영제 건담, 주유 백식)
- Starry☆Sky (아오조라 하야토)

2011년
- 유희왕 ZEXAL (찰리 맥코이)
- 경계선상의 호라이즌 (넨지, 노리키)

2012년
- 제로의 사역마 F (줄리오)

2013년
- 브라더스 컨플릭트 (아사히나 우쿄)
- DIABOLIK LOVERS (사카마키 라이토)
- 마오유우 마왕용사 (겨울나라 동적왕)
- FREE! (류가자키 레이)
- 유희왕 ZEXAL (도르베)(북스 발음이 뭉개져 유희왕 매드에 쓰인다.)

2014년
- 죠죠의 기묘한 모험 (카쿄인 노리아키)
- 호즈키의 냉철 (모모타로)
- 아오하라이드 (타나카 요이치)
- 아이카츠! - 요츠바 슌

2016년
- 프린스 오브 스트라이드 얼터너티브 (마유즈미 시즈마)
- 아이카츠 스타즈!- 모로보시 히카루

2019년
- 귀멸의 칼날 - 엔무

### OVA
2002년
- 헌터 X 헌터 OVA (아벤가네)

2010년
- 안경 여친 (미야구치 타카시)
- 주군과 함께 (아케치 미츠히데)

### Web 애니메이션
- Starry☆Sky (아오조라 하야토)

### 극장판
2008년
- 스카이 크롤러 (유다가와 아이즈)

2011년
- 하트 나라의 앨리스 (에이스)

2020년
- 극장판 귀멸의 칼날: 무한열차편 (엔무)

### 한국 드라마
- 미남이시네요 - 황태경 (장근석)
- 매리는 외박중 - 강무결 (장근석)
- 사랑비 - 서준 / 서인하 (장근석)
- 장난스런 키스 - 백승조 (김현중)

### 게임
- Starry☆Sky (아오조라 하야토)
- 가넷 크레이들 (사쿠라자와 키이치로)
- 귀축안경 (사에키 카츠야)
  - 귀축안경R (사에키 카츠야)
- 나비의 독, 꽃의 사슬 (미즈히토)
- 앨리스 시리즈 (에이스)
  - 하트 나라의 앨리스 ~Wonderful Wonder World~
  - 클로버 나라의 앨리스 ~Wonderful Wonder World~
  - 조커 나라의 앨리스 ~Wonderful Wonder World~
  - 애니버서리 나라의 앨리스 ~Wonderful Wonder World~
  - 장난감 상자 나라의 앨리스 ~Wonderful Wonder World~
- 인간데브리~이런 나에게 누가 했나?~ (오이카와 세이지)
- 소녀적 연애혁명 러브레보!! (타카시(오빠))
- 크림슨 엠파이어 ~Circumstance to serve a noble~ (저스틴 로베랏티)
  - 크림슨 로얄 ~Circumstance to serve a noble~ (저스틴 로베랏티)
- 토가이누의 피 True Blood (카즈이)
- 디아볼릭 러버즈(Diabolik lovers) (사카마키 라이토)
- 유메이로 캐스트 (스도우 가쿠)

### 영화
- 어벤져스 (로키 오딘선)
- 카우보이 & 에이리언 (퍼시 달라하이드)
- 극장판 귀멸의 칼날 무한열차 편 - 엔무(하현 1)